# بوئینگ کی‌سی-۷۶۷

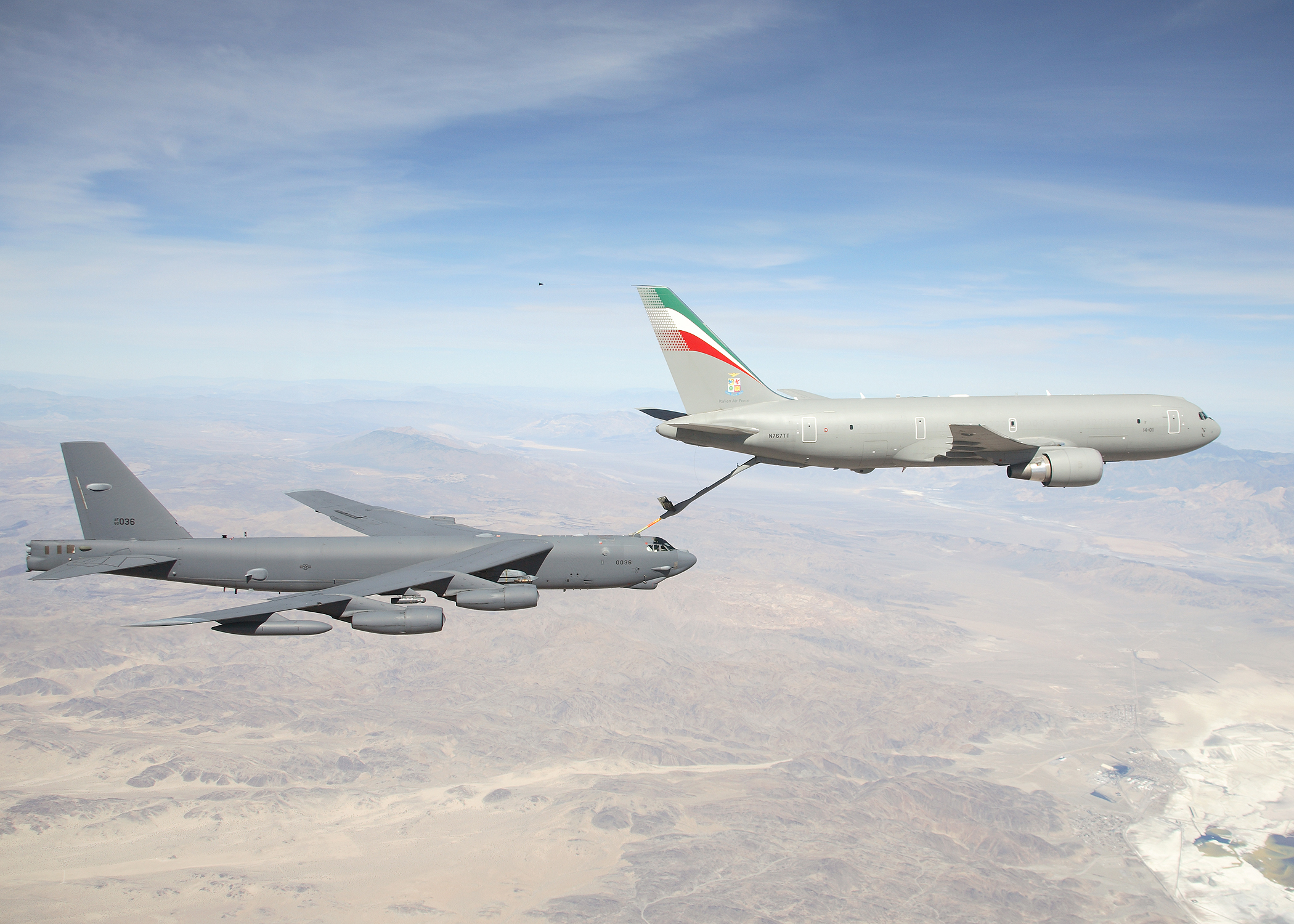
یک بوئینگ کی‌سی-۷۶۷ متعلق به نیروی هوای ایتالیا در حال سوخت‌رسانی به یک بی ۵۲ آمریکایی

بوئینگ کی‌سی-۷۶۷  (به انگلیسی: Boeing KC-767) یک هواپیمای سوخت‌رسان و ترابری راهبردی است که توسط شرکت بوئینگ و برای نیروهای هوایی ژاپن و ایتالیا طراحی شده‌است. این هواپیما مدل توسعه یافته بوئینگ ۷۶۷ است.